# San Pedro Ixtlahuaca
San Pedro Ixtlahuaca är en kommun i Mexiko.   Den ligger i delstaten Oaxaca, i den sydöstra delen av landet, 400 km sydost om huvudstaden Mexico City.
Följande samhällen finns i San Pedro Ixtlahuaca:
- Loma Bonita
- Buena Vista
- Rancho de los Audelo
- La Concepción
- La Loma
- Agua Dulce
- Ampliación Loma Bonita
- La Peña
- Arboleda
- Jardines del Tepeyac